# 基普乔格·凯诺
基普乔格·希西家·凯诺（英語：Kipchoge Hezekieh Keino，1940年1月17日— ），通称基普·凯诺（Kip Keino），肯尼亚前中长跑田径运动员。他是最早一批成绩突出的肯尼亚中长跑运动员，曾两次获得奥运金牌，并于退役后继续从事国内、国际体育事业和慈善事业。他曾于1999年至2017年间担任肯尼亚国家奥林匹克委员会主席，于2000年至2010年間担任国际奥委会委员。2012年，他成为首批入选国际田联名人堂的人士。2016年，他成为首位奥林匹克桂冠奖获得者。

## 早年生活
基普乔格·希西家·凯诺生于英属肯尼亚殖民地一个名为基普萨莫（Kipsamo；今属肯尼亚南迪郡）的村庄；他的名字“基普乔格”（Kipchoge）在南迪语中有“生于谷仓旁边”的含义。凯诺的父母在他少年时均已去世，他由亲戚抚养长大。在完成高中学业后，他服役于肯尼亚警察部队，担任体能教练。在参加专业田径训练之前，凯诺也喜爱橄榄球等多种运动。

## 职业生涯

### 崭露头角
1962年举办于澳大利亚珀斯的大英帝国及英联邦运动会上，凯诺首次参与国际大赛。他在男子3英里跑中获得第11名。1964年东京奥运会上，凯诺代表新近独立、首次以独立国家身份参加奥运会的肯尼亚出赛，在男子5000米中取得第5名，同时也参与了男子1500米，但未能晋级决赛。
1965年7月，凯诺参加举办于刚果共和国首都布拉柴维尔的首届全非运动会，赢得了男子1500米和5000米的两枚金牌。同年8月27日，凯诺在瑞典赫尔辛堡首次尝试男子3000米这一单项，便以7分39秒6的成绩创造了新的世界纪录，将原纪录提升了超过6秒钟；这是非洲运动员首次创造田径世界纪录。该纪录至1972年由比利时运动员埃米尔·普特曼斯打破。三个月后的11月30日，他又以13分24秒2的成绩打破了男子5000米世界纪录；这项纪录保持了约8个月。1966年，凯诺在京斯敦大英帝国及英联邦运动会上又获得男子1英里跑和3英里跑两枚金牌。

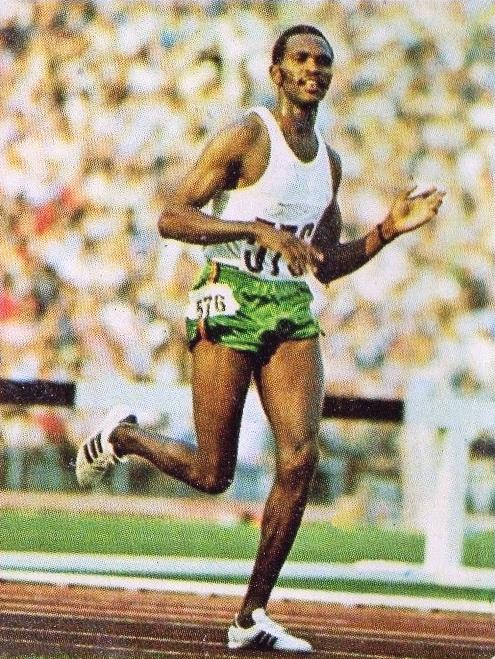
1972年慕尼黑奥运会上的凯诺

### 扬名奥运赛场
1968年墨西哥城奥运会上，凯诺参加男子1500米、5000米和10000米三项田径比赛。其间，凯诺一直受到急性胆囊炎引起的严重腹痛的影响。在首先举行的男子10000米比赛中，凯诺起先一直处于领跑集团之中，但在剩余两圈时因腹痛倒地、跌入内场；尽管他随后完成了剩余赛程，但仍因提前离开跑道而被判成绩无效、未能完赛。4天之后，尚未痊愈的凯诺在男子5000米中获得一枚银牌，与冠军穆罕默德·加穆迪仅有150毫秒、距离约1米之差。
3天后的10月20日，凯诺带病坚持参加男子1500米决赛，并发挥优异，以3分34秒91、打破奥运会纪录的成绩夺得金牌；这是肯尼亚本届赛事及奥运参赛史上的第三枚金牌。决赛中，在冲过终点线时，凯诺领先身后的美国名将吉姆·瑞恩超过20米，以2秒98的优势取胜，这一领先优势至今仍是奥运会男子1500米比赛史上最大的一次。

### 延续出色状态
1970年英联邦运动会上，凯诺在男子1500米和5000米比赛中分别赢得一金一铜。1972年慕尼黑奥运会，在开幕式上，凯诺继8年前的东京奥运会后再次担任肯尼亚代表团旗手。此次奥运会，凯诺参加男子1500米和3000米障碍两项田径比赛。此前，凯诺对于3000米障碍这一单项仅有数次参赛经验，但仍在9月4日的决赛中夺得金牌。9月10日，他在1500米决赛中获得银牌。
1973年，凯诺在全非运动会的男子1500米比赛中再次获得银牌。同年，他宣布退役。

## 退役后

### 体育事业
退役后的凯诺活跃于国内及国际的体育事业。他曾担任肯尼亚国家田径队的主教练，带队参加了包括1976年蒙特利尔奥运会、1984年洛杉矶奥运会在内的多次国际大赛。他自1986年起担任肯尼亚国家奥林匹克委员会委员，1987年起担任第一副主席，1999年起担任主席，并一直担任该职位至2017年。
作为第一批在国际大赛取得成绩的肯尼亚运动员，凯诺影响、激励、帮助了一大批肯尼亚运动员从事中长跑。2002年，他开办了基普·凯诺高水平训练中心，可供肯尼亚及世界各地的田径运动员参加训练。
在国际奥委会中，凯诺在1982-2000年间担任国际奥委会运动员委员会委员。2000-2010年间，他以肯尼亚国家奥委会主席的身份担任国际奥委会委员，其间曾任2008年北京奥运会协调委员会成员等职。2011年起，凯诺成为国际奥委会名誉委员。

### 慈善与人道主义事业
退役之后，凯诺与其妻菲莉丝·凯诺积极从事慈善活动。他们在肯尼亚西部裂谷省埃尔多雷特的居住地开办了农场，在这里建立儿童之家，收容、抚养来自肯尼亚和非洲其它国家的孤儿和被遗弃儿童，截至2014年共计超过600人。凯诺夫妇除了养育7个亲生子女外，在数十年间还收养了100余名孤儿。1999年起，以基普·凯诺本人命名的小学、中学先后建立，可供数百名青少年儿童接受教育。此外，凯诺设立了基普·凯诺基金会，以资助慈善和体育事业发展。
1987年，凯诺因抚养孤儿的慈善活动成为美国《体育画报》年度最佳体育人物之一。

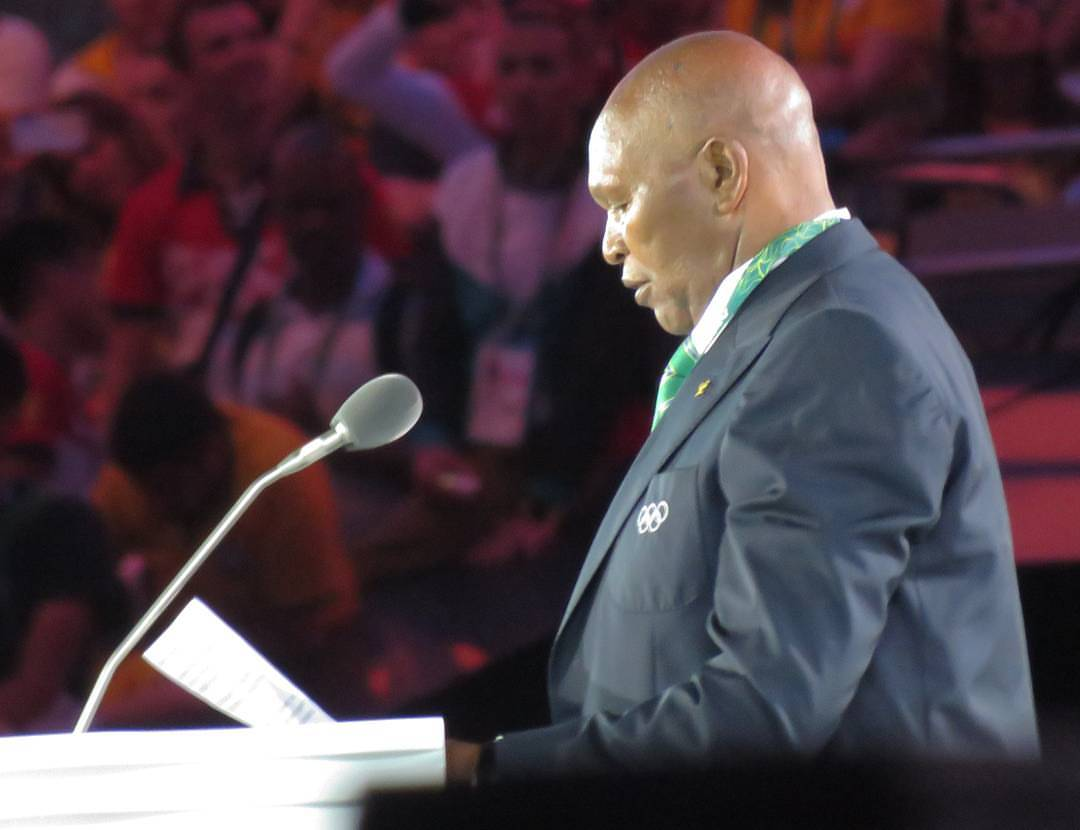
凯诺在获得奥林匹克桂冠奖后发言（2016年）

## 个人荣誉与影响
凯诺曾获肯尼亚国家荣誉勋章——燃烧之矛勋章。2011年，凯诺在成为国际奥委会名誉委员的同年获颁奥林匹克勋章。2016年8月5日，在里约奥运会开幕式上，凯诺因对体育及慈善事业的贡献而成为首位奥林匹克桂冠奖获奖者。此外，他还拥有肯尼亚艾格顿大学和英国布里斯托尔大学的荣誉博士学位。
1996年，埃尔多雷特的基普·凯诺体育场以凯诺的名字命名。2012年，凯诺成为首批入选国际田联名人堂的人士。2020年起，基普·凯诺经典赛在内罗毕每年举办，是世界田联洲际巡回赛的一个分站赛。
2021年5月14日，发现于2001年的木星特洛伊群小行星39285被命名为“基普凯诺”（Kipkeino）。